# Notocaulus neumanni
Notocaulus neumanni är en skalbaggsart som beskrevs av Felsche 1909. Notocaulus neumanni ingår i släktet Notocaulus och familjen Aphodiidae. Inga underarter finns listade i Catalogue of Life.